# Saison 2010-2011 des Stars de Dallas
Autres saisons
Saison précédente Saison suivante
La saison 2010-2011 des Stars de Dallas est la 18e saison de la franchise de hockey sur glace.

## Joueurs

### Arrivées d'agents libres
| Joueur                | Date             | Durée du contrat | Salaire     | Ancienne franchise     |
| --------------------- | ---------------- | ---------------- | ----------- | ---------------------- |
| Severin Blindenbacher | 1er 2010         | 1 an             | 1 125 000 $ | Färjestads BK          |
| Jace Coyle            | 1er juillet 2010 | 3 ans            | 1 610 000$  | Tigers de Medicine Hat |
| Adam Burish           | 1er juillet 2010 | 2 ans            | 2 300 000$  | Blackhawks de Chicago  |
| Andrew Raycroft       | 1er juillet 2010 | 2 ans            | 1 300 000$  | Canucks de Vancouver   |
| Travis Morin          | 12 juillet 2010  | 1 an             | 500 000$    | Stars du Texas         |
| Brad Lukowich         | 16 juillet 2010  | 1 an             | 1 000 000$  | Canucks de Vancouver   |

### Départs d'agents libres
| Joueur            | Date             | Durée du contrat | Salaire    | Franchise suivante     |
| ----------------- | ---------------- | ---------------- | ---------- | ---------------------- |
| Warren Peters     | 1er juillet 2010 | 2 ans            | 1 075 000$ | Wild du Minnesota      |
| Matt Climie       | 3 juillet 2010   | 1 an             | 725 000$   | Coyotes de Phoenix     |
| Andrew Hutchinson | 7 juillet 2010   | 1 an             | 500 000$   | Penguins de Pittsburgh |
| Marty Turco       | 2 août 2010      | 1 an             | 1 300 000$ | Blackhawks de Chicago  |
| Mike Modano       | 3 août 2010      | 1 an             | 1 250 000$ | Red Wings de Détroit   |

### Prolongations de contrat
| Joueur            | Durée du contrat | Salaire     |
| ----------------- | ---------------- | ----------- |
| Kari Lehtonen     | 3 ans            | 10 650 000$ |
| Brent Krahn       | 1 an             | 500 000$    |
| Krys Barch        | 2 ans            | 1 675 000$  |
| Francis Wathier   | 2 ans            | 1 150 000$  |
| Aaron Gagnon      | 1 an             | 600 000$    |
| Scott Glennie     | 3 ans            |             |
| Maxime Fortunas   | 2 ans            | 1 175 000$  |
| Trevor Ludwig     | 1 an             | 525 000$    |
| Raymond Sawada    | 1 an             | 575 000$    |
| Fabian Brunnström | 1 an             | 675 000$    |
| Nicklas Grossman  | 2 ans            | 3 250 000$  |
| James Neal        | 2 ans            | 5 750 000$  |
| Matt Niskanen     | 2 ans            | 3 000 000$  |
| Jack Campbell     | 3 ans            | 2 400 000$  |

### Choix de repêchage
| Ronde | Rang | Joueur           | Position       | Nationalité | Équipe junior                                       |
| ----- | ---- | ---------------- | -------------- | ----------- | --------------------------------------------------- |
| 1     | 11   | Jack Campbell    | Gardien de but | États-Unis  | USA Hockey National Team Development Program (USHL) |
| 2     | 41   | Patrik Nemeth    | Défenseur      | Suède       | AIK IF (J20 SuperElit)                              |
| 3     | 77   | Alexandr Guptill | Ailier gauche  | Canada      | Crushers d'Orangeville (LCCH)                       |
| 4     | 109  | Alex Theriau     | Défenseur      | Canada      | Silvertips d'Everett (LHOu)                         |
| 5     | 131  | John Klingberg   | Défenseur      | Suède       | Frölunda Jr. (Suède Jr.)                            |

## Matchs préparatoires
| No | Date         | Visiteur               | Score | Domicile              | Bilan | Gardien de but vainqueur | Aréna                    |
| -- | ------------ | ---------------------- | ----- | --------------------- | ----- | ------------------------ | ------------------------ |
| 1  | 21 septembre | Lightning de Tampa Bay | 4-2   | Stars de Dallas       | 0-1-0 | Dan Ellis                | American Airlines Center |
| 2  | 24 septembre | Avalanche du Colorado  | 1-2   | Stars de Dallas       | 1-1-0 | Kari Lehtonen            | American Airlines Center |
| 3  | 25 septembre | Blues de Saint-Louis   | 2-5   | Stars de Dallas       | 2-1-0 | Brent Krahn              |                          |
| 4  | 28 septembre | Stars de Dallas        | 1-2   | Avalanche du Colorado | 2-2-0 | Peter Budaj              | Pepsi Center             |
| 5  | 30 septembre | Avalanche du Colorado  | 1-2   | Stars de Dallas       | 3-2-0 | Kari Lehtonen            | American Airlines Center |
| 6  | 2 octobre    | Stars de Dallas        | 3-4   | Blues de Saint-Louis  | 3-2-1 | Jaroslav Halak           | Scottrade Center         |

## Saison régulière

### Octobre
| No | Date       | Visiteur               | Score | Domicile               | Fiche | Pts | Gardien de but  | Aréna                             |
| -- | ---------- | ---------------------- | ----- | ---------------------- | ----- | --- | --------------- | --------------------------------- |
| 1  | 8 octobre  | Stars de Dallas        | 4-3   | Devils du New Jersey   | 1-0-0 | 2   | Kari Lehtonen   | Prudential Center                 |
| 2  | 9 octobre  | Stars de Dallas        | 5-4   | Islanders de New York  | 2-0-0 | 4   | Kari Lehtonen   | Nassau Veterans Memorial Coliseum |
| 3  | 14 octobre | Red Wings de Détroit   | 1-4   | Stars de Dallas        | 3-0-0 | 6   | Kari Lehtonen   | American Airlines Center          |
| 4  | 16 octobre | Blues de Saint-Louis   | 2-3   | Stars de Dallas        | 4-0-0 | 8   | Kari Lehtonen   | American Airlines Center          |
| 5  | 18 octobre | Stars de Dallas        | 4-5   | Lightning de Tampa Bay | 4-1-0 | 8   | Kari Lehtonen   | St. Pete Times Forum              |
| 6  | 21 octobre | Stars de Dallas        | 4-1   | Panthers de la Floride | 5-1-0 | 10  | Kari Lehtonen   | BankAtlantic Center               |
| 7  | 23 octobre | Predators de Nashville | 1-0   | Stars de Dallas        | 5-2-0 | 10  | Kari Lehtonen   | American Airlines Center          |
| 8  | 26 octobre | Ducks d'Anaheim        | 5-2   | Stars de Dallas        | 5-3-0 | 10  | Kari Lehtonen   | American Airlines Center          |
| 9  | 28 octobre | Kings de Los Angeles   | 5-2   | Stars de Dallas        | 5-4-0 | 10  | Kari Lehtonen   | American Airlines Center          |
| 10 | 30 octobre | Sabres de Buffalo      | 0-4   | Stars de Dallas        | 6-4-0 | 12  | Andrew Raycroft | American Airlines Center          |

### Novembre
| No | Date        | Visiteur               | Score | Domicile                  | Fiche  | Pts | Gardien de but  | Aréna                    |
| -- | ----------- | ---------------------- | ----- | ------------------------- | ------ | --- | --------------- | ------------------------ |
| 11 | 3 novembre  | Penguins de Pittsburgh | 2-5   | Stars de Dallas           | 7-4-0  | 14  | Kari Lehtonen   | American Airlines Center |
| 12 | 5 novembre  | Coyotes de Phoenix     | 3-6   | Stars de Dallas           | 8-4-0  | 16  | Kari Lehtonen   | American Airlines Center |
| 13 | 6 novembre  | Stars de Dallas        | 0-5   | Avalanche du Colorado     | 8-5-0  | 16  | Andrew Raycroft | Pepsi Center             |
| 14 | 11 novembre | Stars de Dallas        | 1-3   | Kings de Los Angeles      | 8-6-0  | 16  | Kari Lehtonen   | Staples Center           |
| 15 | 12 novembre | Stars de Dallas        | 2-4   | Ducks d'Anaheim           | 8-7-0  | 16  | Kari Lehtonen   | Honda Center             |
| 16 | 16 novembre | Ducks d'Anaheim        | 1-2   | Stars de Dallas           | 9-7-0  | 18  | Kari Lehtonen   | American Airlines Center |
| 17 | 18 novembre | Sharks de San José     | 4-5   | Stars de Dallas           | 10-7-0 | 20  | Kari Lehtonen   | American Airlines Center |
| 18 | 20 novembre | Avalanche du Colorado  | 4-3   | Stars de Dallas           | 10-7-1 | 21  | Kari Lehtonen   | American Airlines Center |
| 19 | 22 novembre | Stars de Dallas        | 1-4   | Maple Leafs de Toronto    | 10-8-1 | 21  | Kari Lehtonen   | Centre Air Canada        |
| 20 | 24 novembre | Stars de Dallas        | 2-1   | Sénateurs d'Ottawa        | 11-8-1 | 23  | Andrew Raycroft | Place Banque Scotia      |
| 21 | 26 novembre | Blues de Saint-Louis   | 2-3   | Stars de Dallas           | 12-8-1 | 25  | Kari Lehtonen   | American Airlines Center |
| 22 | 27 novembre | Stars de Dallas        | 2-1   | Blues de Saint-Louis      | 13-8-1 | 27  | Kari Lehtonen   | Scottrade Center         |
| 23 | 29 novembre | Stars de Dallas        | 4-1   | Hurricanes de la Caroline | 14-8-1 | 29  | Kari Lehtonen   | RBC Center               |

### Décembre
| No | Date        | Visiteur                  | Score | Domicile                 | Fiche   | Pts | Gardien de but  | Aréna                     |
| -- | ----------- | ------------------------- | ----- | ------------------------ | ------- | --- | --------------- | ------------------------- |
| 24 | 2 décembre  | Capitals de Washington    | 1-2   | Stars de Dallas          | 15-8-1  | 31  | Andrew Raycroft | American Airlines Center  |
| 25 | 4 décembre  | Wild du Minnesota         | 3-4   | Stars de Dallas          | 16-8-1  | 33  | Kari Lehtonen   | American Airlines Center  |
| 26 | 6 décembre  | Stars de Dallas           | 2-3   | Blue Jackets de Columbus | 16-8-2  | 34  | Kari Lehtonen   | Nationwide Arena          |
| 27 | 8 décembre  | Stars de Dallas           | 3-5   | Blackhawks de Chicago    | 16-9-2  | 34  | Andrew Raycroft | United Center             |
| 28 | 10 décembre | Hurricanes de la Caroline | 1-2   | Stars de Dallas          | 17-9-2  | 36  | Andrew Raycroft | Americans Airlines Center |
| 29 | 11 décembre | Stars de Dallas           | 2-5   | Coyotes de Phoenix       | 17-10-2 | 36  | Andrew Raycroft | Jobing.com Arena          |
| 30 | 13 décembre | Stars de Dallas           | 3-2   | Sharks de San José       | 18-10-2 | 38  | Andrew Raycroft | HP Pavilion at San Jose   |
| 31 | 16 décembre | Sharks de San José        | 4-3   | Stars de Dallas          | 18-10-3 | 39  | Kari Lehtonen   | American Airlines Center  |
| 32 | 18 décembre | Stars de Dallas           | 2-1   | Blue Jackets de Columbus | 19-10-3 | 41  | Kari Lehtonen   | Nationwide Arena          |
| 33 | 19 décembre | Stars de Dallas           | 4-3   | Red Wings de Détroit     | 20-10-3 | 43  | Andrew Raycroft | Joe Louis Arena           |
| 34 | 21 décembre | Canadiens de Montréal     | 2-5   | Stars de Dallas          | 21-10-3 | 45  | Kari Lehtonen   | American Airlines Center  |
| 35 | 23 décembre | Flames de Calgary         | 3-2   | Stars de Dallas          | 21-10-4 | 46  | Kari Lehtonen   | American Airlines Center  |
| 36 | 26 décembre | Coyotes de Phoenix        | 1-0   | Stars de Dallas          | 21-11-4 | 46  | Kari Lehtonen   | American Airlines Center  |
| 37 | 28 décembre | Stars de Dallas           | 4-2   | Predators de Nashville   | 22-11-4 | 48  | Andrew Raycroft | Bridgestone Arena         |
| 38 | 29 décembre | Red Wings de Détroit      | 7-3   | Stars de Dallas          | 22-12-4 | 48  | Kari Lehtonen   | American Airlines Center  |
| 39 | 31 décembre | Canucks de Vancouver      | 4-1   | Stars de Dallas          | 22-13-4 | 48  | Kari Lehtonen   | American Airlines Center  |

### Janvier
| No | Date       | Visiteur             | Score | Domicile              | Fiche   | Pts | Gardien de but  | Aréna                     |
| -- | ---------- | -------------------- | ----- | --------------------- | ------- | --- | --------------- | ------------------------- |
| 40 | 2 janvier  | Stars de Dallas      | 4-2   | Blues de Saint-Louis  | 23-13-4 | 50  | Kari Lehtonen   | Scottrade Center          |
| 41 | 5 janvier  | Stars de Dallas      | 4-2   | Blackhawks de Chicago | 24-13-4 | 52  | Kari Lehtonen   | United Center             |
| 42 | 7 janvier  | Rangers de New York  | 3-2   | Stars de Dallas       | 24-13-5 | 53  | Kari Lehtonen   | Americans Airlines Center |
| 43 | 9 janvier  | Stars de Dallas      | 4-0   | Wild du Minnesota     | 25-13-5 | 55  | Andrew Raycroft | Xcel Energy Center        |
| 44 | 11 janvier | Oilers d'Edmonton    | 2-3   | Stars de Dallas       | 26-13-5 | 57  | Kari Lehtonen   | American Airlines Center  |
| 45 | 15 janvier | Thrashers d'Atlanta  | 1-6   | Stars de Dallas       | 27-13-5 | 59  | Kari Lehtonen   | American Airlines Center  |
| 46 | 17 janvier | Kings de Los Angeles | 1-2   | Stars de Dallas       | 28-13-5 | 61  | Kari Lehtonen   | American Airlines Center  |
| 47 | 20 janvier | Stars de Dallas      | 4-2   | Oilers d'Edmonton     | 29-13-5 | 63  | Kari Lehtonen   | Rexall Place              |
| 48 | 21 janvier | Stars de Dallas      | 4-7   | Flames de Calgary     | 29-14-5 | 63  | Andrew Raycroft | Scotiabank Saddledome \|  |
| 49 | 24 janvier | Stars de Dallas      | 1-7   | Canucks de Vancouver  | 29-15-5 | 63  | Kari Lehtonen   | Rogers Arena              |
| 50 | 26 janvier | Oilers d'Edmonton    | 1-3   | Stars de Dallas       | 30-15-5 | 65  | Kari Lehtonen   | American Airlines Center  |

### Février
| No | Date        | Visiteur                 | Score | Domicile               | Fiche   | Pts | Gardien de but  | Aréna                    |
| -- | ----------- | ------------------------ | ----- | ---------------------- | ------- | --- | --------------- | ------------------------ |
| 51 | 1er février | Canucks de Vancouver     | 4-1   | Stars de Dallas        | 30-16-5 | 65  | Kari Lehtonen   | American Airlines Center |
| 52 | 3 février   | Stars de Dallas          | 3-6   | Bruins de Boston       | 30-17-5 | 65  | Kari Lehtonen   | TD Garden                |
| 53 | 5 février   | Stars de Dallas          | 1-3   | Flyers de Philadelphie | 30-18-5 | 65  | Kari Lehtonen   | Wells Fargo Center       |
| 54 | 9 février   | Coyotes de Phoenix       | 3-2   | Stars de Dallas        | 30-18-6 | 66  | Kari Lehtonen   | American Airlines Center |
| 55 | 11 février  | Blackhawks de Chicago    | 3-4   | Stars de Dallas        | 31-18-6 | 68  | Kari Lehtonen   | American Airlines Center |
| 56 | 13 février  | Blue Jackets de Columbus | 2-1   | Stars de Dallas        | 31-19-6 | 68  | Kari Lehtonen   | American Airlines Center |
| 57 | 15 février  | Stars de Dallas          | 1-4   | Oilers d'Edmonton      | 31-20-6 | 68  | Kari Lehtonen   | Rexall Place             |
| 58 | 16 février  | Stars de Dallas          | 2-4   | Flames de Calgary      | 31-21-6 | 68  | Kari Lehtonen   | Scotiabank Saddledome    |
| 59 | 19 février  | Stars de Dallas          | 2-5   | Canucks de Vancouver   | 31-22-6 | 68  | Andrew Raycroft | Rogers Arena             |
| 60 | 22 février  | Devils du New Jersey     | 1-0   | Stars de Dallas        | 31-23-6 | 68  | Kari Lehtonen   | American Airlines Center |
| 61 | 24 février  | Stars de Dallas          | 4-1   | Red Wings de Détroit   | 32-23-6 | 70  | Kari Lehtonen   | Joe Louis Arena          |
| 62 | 26 février  | Predators de Nashville   | 2-3   | Stars de Dallas        | 33-23-6 | 72  | Kari Lehtonen   | American Airlines Center |

### Mars
| No | Date     | Visiteur               | Score | Domicile               | Fiche    | Pts | Gardien de but  | Aréna                     |
| -- | -------- | ---------------------- | ----- | ---------------------- | -------- | --- | --------------- | ------------------------- |
| 63 | 1er mars | Stars de Dallas        | 3-2   | Coyotes de Phoenix     | 34-23-6  | 74  | Kari Lehtonen   | Jobing.com Arena          |
| 64 | 4 mars   | Stars de Dallas        | 3-4   | Ducks d'Anaheim        | 34-23-7  | 75  | Kari Lehtonen   | Honda Center              |
| 65 | 5 mars   | Stars de Dallas        | 3-2   | Sharks de San José     | 35-23-7  | 77  | Kari Lehtonen   | HP Pavilion at San Jose   |
| 66 | 7 mars   | Stars de Dallas        | 4-3   | Kings de Los Angeles   | 36-23-7  | 79  | Kari Lehtonen   | Staples Center            |
| 67 | 9 mars   | Flames de Calgary      | 4-3   | Stars de Dallas        | 36-23-8  | 80  | Kari Lehtonen   | American Airlines Center  |
| 68 | 11 mars  | Wild du Minnesota      | 4-0   | Stars de Dallas        | 37-23-8  | 82  | Kari Lehtonen   | American Airlines Center  |
| 69 | 13 mars  | Kings de Los Angeles   | 3-2   | Stars de Dallas        | 37-24-8  | 82  | Kari Lehtonen   | Americans Airlines Center |
| 70 | 15 mars  | Sharks de San José     | 6-3   | Stars de Dallas        | 37-25-8  | 82  | Kari Lehtonen   | American Airlines Center  |
| 71 | 17 mars  | Blackhawks de Chicago  | 0-5   | Stars de Dallas        | 38-25-8  | 84  | Kari Lehtonen   | American Airlines Center  |
| 72 | 19 mars  | Flyers de Philadelphie | 3-2   | Stars de Dallas        | 38-25-9  | 85  | Kari Lehtonen   | American Airlines Center  |
| 73 | 23 mars  | Ducks d'Anaheim        | 4-3   | Stars de Dallas        | 38-25-10 | 86  | Kari Lehtonen   | American Airlines Center  |
| 74 | 26 mars  | Stars de Dallas        | 2-4   | Predators de Nashville | 38-26-10 | 86  | Kari Lehtonen   | Bridgestone Arena         |
| 75 | 29 mars  | Stars de Dallas        | 1-2   | Coyotes de Phoenix     | 38-26-11 | 87  | Kari Lehtonen   | Jobing.com Arena          |
| 76 | 31 mars  | Stars de Dallas        | 0-6   | Sharks de San José     | 38-27-11 | 87  | Andrew Raycroft | HP Pavilion at San Jose   |

### Avril
| No | Date     | Visiteur                 | Score | Domicile              | Fiche    | Pts | Gardien de but | Aréna                    |
| -- | -------- | ------------------------ | ----- | --------------------- | -------- | --- | -------------- | ------------------------ |
| 77 | 2 avril  | Stars de Dallas          | 1-3   | Kings de Los Angeles  | 38-28-11 | 87  | Kari Lehtonen  | Staples Center           |
| 78 | 3 avril  | Stars de Dallas          | 4-3   | Ducks d'Anaheim       | 39-28-11 | 89  | Kari Lehtonen  | Honda Center             |
| 79 | 5 avril  | Blue Jackets de Columbus | 0-3   | Stars de Dallas       | 40-28-11 | 91  | Kari Lehtonen  | American Airlines Center |
| 80 | 7 avril  | Avalanche du Colorado    | 2-4   | Stars de Dallas       | 41-28-11 | 93  | Kari Lehtonen  | American Airlines Center |
| 81 | 8 avril  | Stars de Dallas          | 3-2   | Avalanche du Colorado | 42-28-11 | 95  | Kari Lehtonen  | Pepsi Center             |
| 82 | 10 avril | Stars de Dallas          | 3-5   | Wild du Minnesota     | 42-29-11 | 95  | Kari Lehtonen  | Xcel Energy Center       |

### Classement
| Clt   | Équipe                   | PJ | V  | D  | DP | BP  | BC  | Pts |
| ----- | ------------------------ | -- | -- | -- | -- | --- | --- | --- |
| +001, | Sharks de San José (2)   | 82 | 48 | 25 | 9  | 248 | 213 | 105 |
| +002, | Ducks d'Anaheim (4)      | 82 | 47 | 30 | 5  | 239 | 235 | 99  |
| +003, | Coyotes de Phoenix (6)   | 82 | 43 | 26 | 13 | 231 | 226 | 99  |
| +004, | Kings de Los Angeles (7) | 82 | 46 | 30 | 6  | 219 | 198 | 98  |
| +005, | Stars de Dallas (9)      | 82 | 42 | 29 | 11 | 227 | 233 | 95  |

| +001, | Canucks de Vancouver     | NO | 82 | 54 | 19 | 9  | 262 | 185 | 117 |  |  |  |
| +002, | Sharks de San José       | PA | 82 | 48 | 25 | 9  | 248 | 213 | 105 |  |  |  |
| +003, | Red Wings de Détroit     | CE | 82 | 47 | 25 | 10 | 261 | 241 | 104 |  |  |  |
| +004, | Ducks d'Anaheim          | PA | 82 | 47 | 30 | 5  | 239 | 235 | 99  |  |  |  |
| +005, | Predators de Nashville   | CE | 82 | 44 | 27 | 11 | 219 | 194 | 99  |  |  |  |
| +006, | Coyotes de Phoenix       | PA | 82 | 43 | 26 | 13 | 231 | 226 | 99  |  |  |  |
| +007, | Kings de Los Angeles     | PA | 82 | 46 | 30 | 6  | 219 | 198 | 98  |  |  |  |
| +008, | Blackhawks de Chicago    | CE | 82 | 44 | 29 | 9  | 258 | 225 | 97  |  |  |  |
|       |                          |    |    |    |    |    |     |     |     |  |  |  |
| +009, | Stars de Dallas          | PA | 82 | 42 | 29 | 11 | 227 | 233 | 95  |  |  |  |
| +010, | Flames de Calgary        | NO | 82 | 41 | 29 | 12 | 250 | 237 | 94  |  |  |  |
| +011, | Blues de Saint-Louis     | CE | 82 | 38 | 33 | 11 | 240 | 234 | 87  |  |  |  |
| +012, | Wild du Minnesota        | NO | 82 | 39 | 35 | 8  | 206 | 233 | 86  |  |  |  |
| +013, | Blue Jackets de Columbus | CE | 82 | 34 | 35 | 13 | 215 | 258 | 81  |  |  |  |
| +014, | Avalanche du Colorado    | NO | 82 | 30 | 44 | 8  | 227 | 288 | 68  |  |  |  |
| +015, | Oilers d'Edmonton        | NO | 82 | 25 | 45 | 12 | 193 | 269 | 62  |  |  |  |